# نابدوگو
نابدوگو شهری در شهرستان دولوگو در استان بازگا در بورکینافاسوی مرکزی است و جمعیت آن ۴۴۳ نفر است.